# Städtischer Friedhof Iserlohn

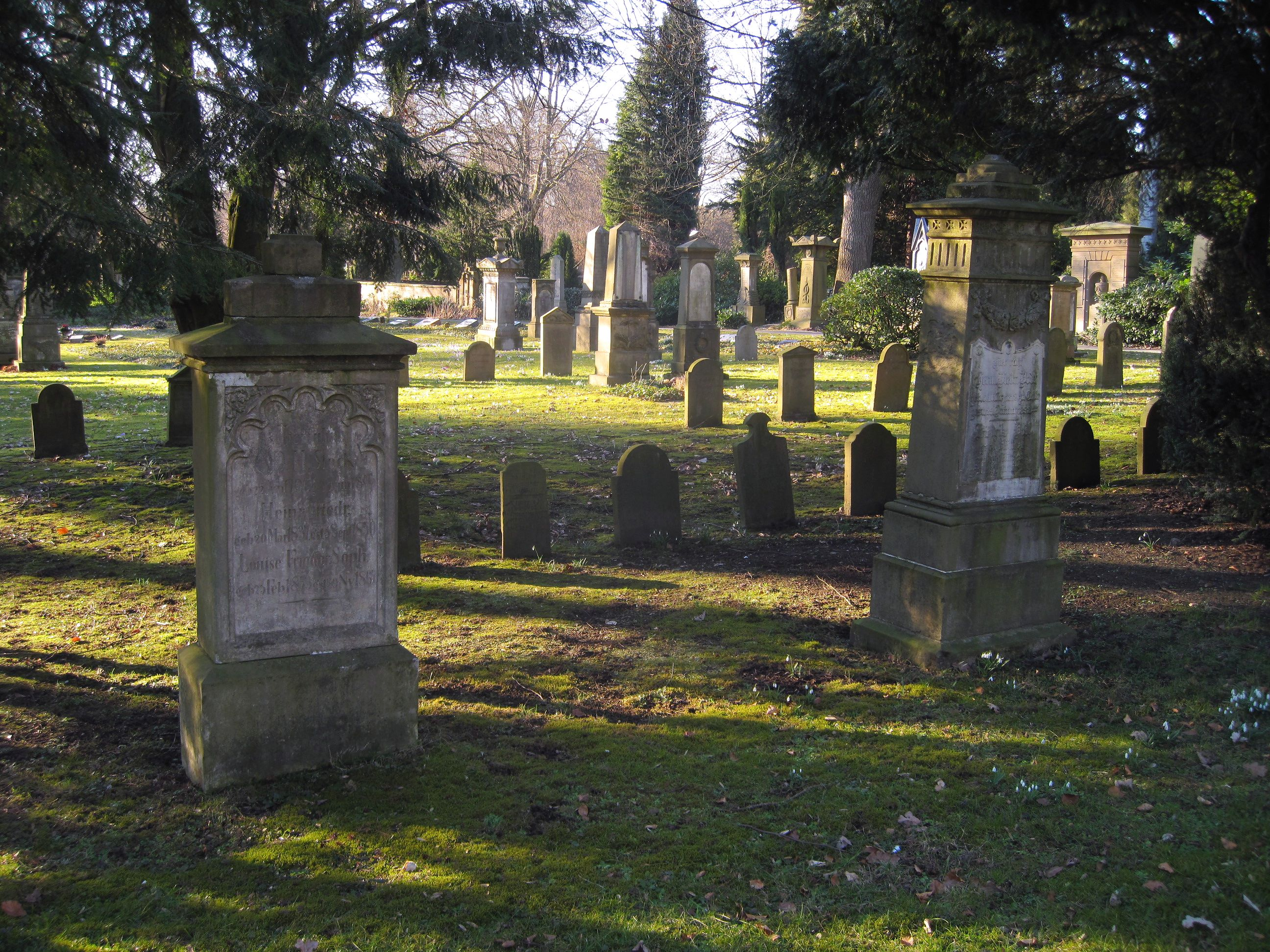
Grabsteine auf einem Teil der historischen Abteilung des Friedhofes

Der Städtische Friedhof (auch Hauptfriedhof Iserlohn) ist eine teilweise denkmalgeschützte Anlage nördlich der Oestricher Straße und westlich der Dortmunder Straße in Iserlohn im Märkischen Kreis (Nordrhein-Westfalen).

## Geschichte und Architektur

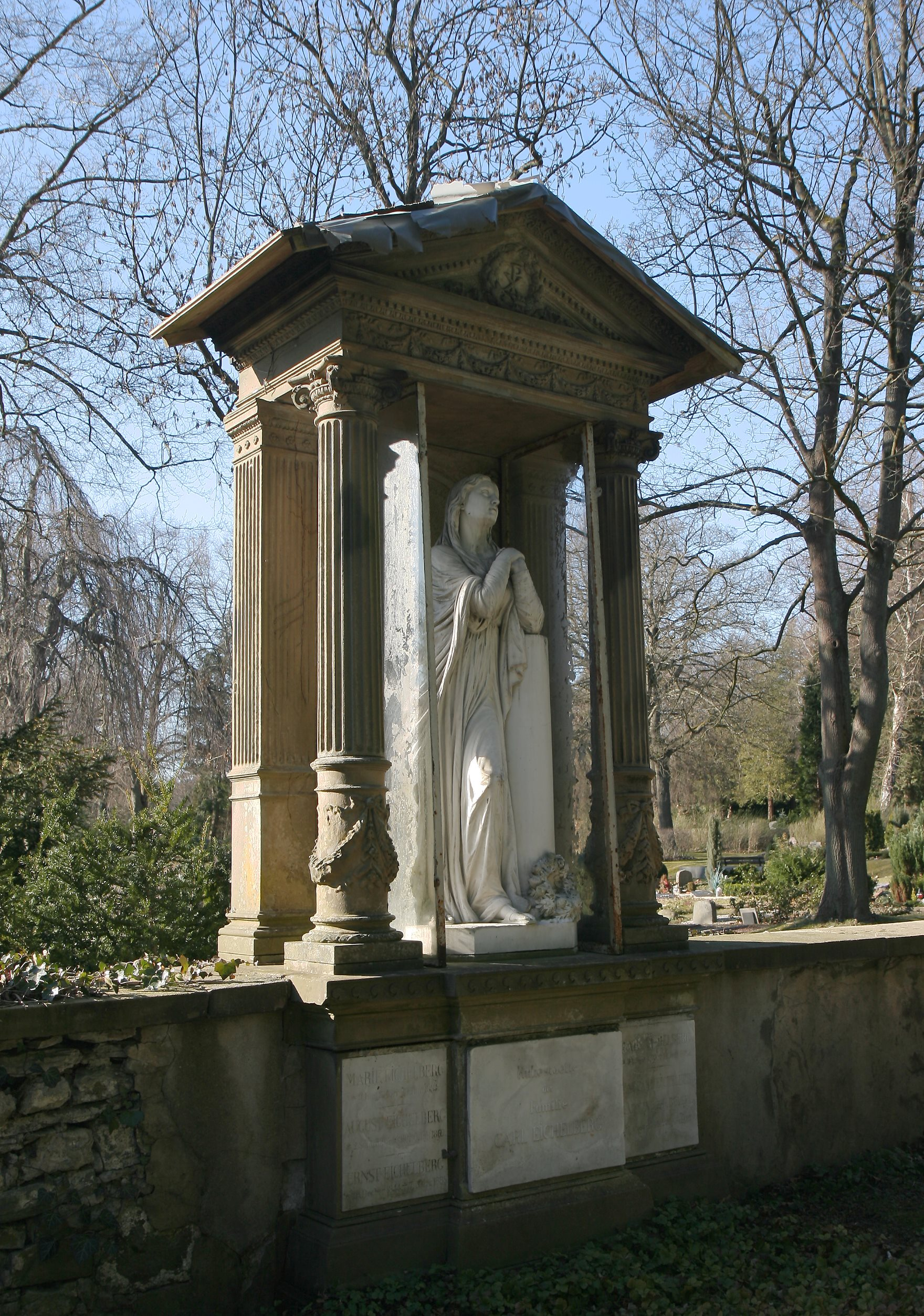
Ruhestätte der Familie Eichelberg in einer 1886 geschaffenen griechischen Ädikula

Die Anlage mit einem Wegekreuz und umlaufenden Wegen besteht aus verschiedenen Abteilungen. Die Abteilung I wurde 1827 angelegt und seit 1846 nach Norden, um die Abteilungen II-IV erweitert. Dieser Teil wird in der Bevölkerung als Alter Friedhof bezeichnet. Ab 1879 erfolgte eine Erweiterung nach Westen um die Abteilungen V und VI. Die Grabdenkmäler des 19. und 20. Jahrhunderts, aus Eisen oder Stein, spiegeln die verwobene Struktur der Iserlohner Unternehmerfamilien wider. In der Abteilung finden sich Grabsteine der Erstbelegung. Sie sind nach sozialer Stellung differenziert; es finden sich Familiengrab-Zähltafeln im Inneren der Felder sowie klassizistische Säulen- und Pfeilermonumente mit vielfältigen Todessymbolen an der Peripherie. An der Mauer zwischen altem Friedhof und den Abteilungen V un VI befinden sich vornehmlich historische Grabmale als Fialen oder Monumente mit Figurenschmuck. Die Grabmäler der Familien Eichelberg, Herbers, Möllmann, Schrimpff und Kissing sind mit Marmorskulpturen von Robert Cauer der Ältere geschmückt. Die nördlich gelegene Friedhofskapelle ist ein Saalbau mit Empore. Sie wurde von 1935 bis 1939 nach Entwurf des Dortmunder Architekten Josef Wentzler errichtet und bildet mit den Nebengebäuden eine dörflich anmutende Gruppe im Heimatschutzstil.
Auf dem muslimischen Teil des Friedhofs wurden im Januar 2022 rund dreißig Gräber von unbekannten Tätern geschändet.

## Einzeldenkmäler
Neben der seit dem 29. November 1985 unter Denkmalschutz stehenden Gesamtanlage der Historischen Abteilung des Friedhofs wurden folgende Einzeldenkmale in die Denkmalliste der Stadt Iserlohn aufgenommen:

- Grabmal Knebel, neugotische Stele, erbaut 1869
- Grabmal Bölling, Jugendstilgitter, um 1900
- Grabmal Aust, neugotisches Hochkreuz, erbaut 1880
- Grabmal Hellmich, neugotisches Hochkreuz, erbaut 1893
- Grabmal Mönnig, neubarockes Lanzengitter, um 1900
- Grabmal Schwarzbeck-Sprenger, Cahron-Motiv
- Grabmal Schnell-Dersch, Jugendstilgitter, um 1900
- Grabmal Baedecker, Stele, Carrara-Marmor, Relief, um 1911
- Grabmal Huyssen, Engel auf Sockel, um 1900
- Grabmal Möllmann, dorischer Portikus, um 1928
- Grabmal Fleitmann, Trauernde aus Bronze, vor 1910
- Grabmal Sudhaus, Bronzeskulptur Sich Aufrichtende auf Sockel, um 1918 Grabmal Sudhaus mit Skulptur Sich Aufrichtende

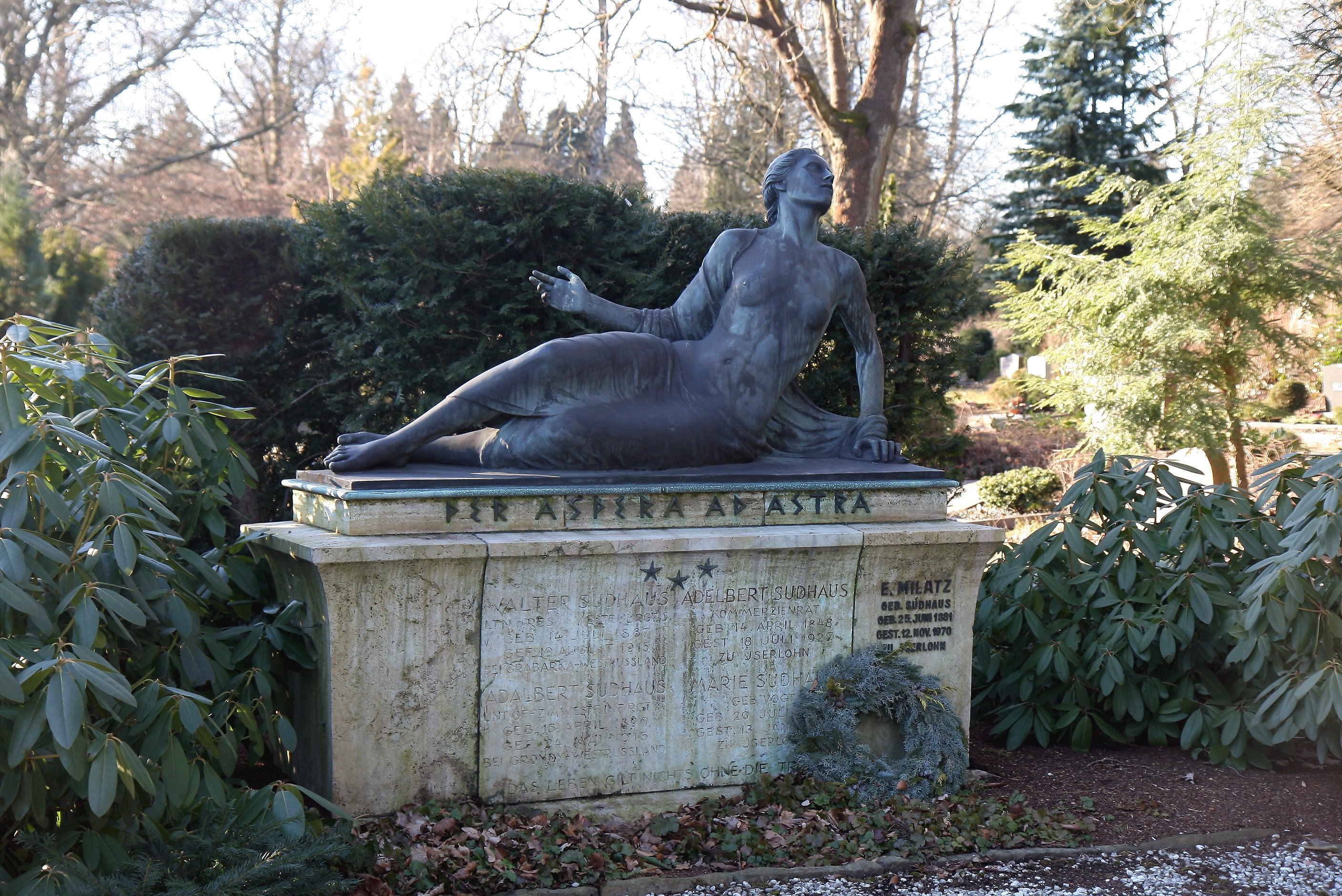
Grabmal Sudhaus mit Skulptur Sich Aufrichtende

- Grabmal Vogt, Sitzende, Allegorie auf die Trauer in Marmor
- Grabmal Auer, ionischer Portikus
- Grabmal Vollbracht, Grabplatte, 1854
- Grabmal Röttgers-Schulte, Stele,  erbaut um 1835
- Grabmal Bellingrath, Jugendstilgitter, um 1900
- Grabmal Eichelberg, Trauernde in korinthischer Ädikula, 1886
- Grabmal Schwarzbeck, jugendstilhaft-barock, erbaut 1918
- Grabmal Langguth
- Grabmal Bonstedt
- Grabmal Dr. Goetthe-Kreyenberg
- Grabmal Sudhaus
- Grabmal Schlieper
- Grabmal Sasse
- Grabmal Melchior Löbbecke
- Grabmal Veltum
- Grabmal Bongard
- Grabmal Kerckhoff
- Grabmal Lammert/Teipel
- Soldatengräber (symmetrische Anlage), Monument mit sterbendem Krieger, erbaut um 1928
- Statue der Kapelle, Frau mit Rosenblütenkranz, Trauernde aus Carrara-Marmor, um 1890
- Friedhofsgebäude, erbaut 1939